# Taylor McKenzie
Taylor McKenzie (ur. 1931  – zm. 13 kwietnia 2007) – amerykański Indianin Nawaho, pierwszy doktor medycyny z tego plemienia.

## Życiorys
Urodzony w tradycyjnej rodzinie z rezerwatu Nawahów na Południowym Zachodzie Stanów Zjednoczonych, należał do klanów Czerwonego Domu i Gorzkiej Wody. W 1950 r., po ukończeniu szkoły średniej Navajo Methodist Mission School, uczęszczał do Wheaton College, a następnie do Baylor University, gdzie w 1958 roku - jako pierwszy w historii Indianin Nawaho - uzyskał tytuł doktora medycyny. W latach 1958–1963 odbywał praktykę lekarską w Pontiac General Hospital w Pontiac (Michigan), a następnie powrócił do rodzinnego rezerwatu, gdzie przez kolejne 30 lat pracował w publicznej służbie zdrowia, służąc pomocą ludziom wychowanym w tej samej kulturze i mówiącym tym samym co on językiem nawaho, przyczyniając się do polepszenia zdrowia liczącego ponad ćwierć miliona osób ludu Nawahów.
W czasach, gdy jedynie nieliczni tubylcy podejmowali studia medyczne (Carlos Montezuma, Charles Alexander Eastman, Annie Wauneka), McKenzie był jednym z pionierów współczesnej medycyny wśród Indian Ameryki Północnej. Był aktywny w działaniach na rzecz poprawy warunków życia tubylczych Amerykanów; jego zeznania przed Kongresem USA zwróciły uwagę społeczną na groźne skutki promieniowania na Nawahów pracujących w szkodliwych warunkach w okolicznych kopalniach uranu. Jego starania przyczyniły się też do budowy nowych przychodni lekarskich w rezerwacie i do wprowadzenia korzystnych poprawek do ustawy o poprawie opieki zdrowotnej Indian.
W 1978 r. był trzeci w wyborach na przewodniczącego plemienia. Po przejściu na emeryturę przez kolejne trzy lata pracował na pół etatu w przychodni Gallup Indian Medical Center. W 1998 roku wystartował w wyborach na wiceprezydenta Narodu Nawahów i pełnił tę funkcję przez jedną kadencję (1999–2003) za rządów Kelseya Begaye. W 2005 r. był dyrektorem szpitala Sage Memorial w Window Rock (Arizona), a w 2006 r. został pierwszym w historii plemienia Lekarzem Krajowym (doradcą Rady Plemiennej Narodu Nawahów ds. medycyny w Wydziale Zdrowia Rady). Funkcję tę pełnił aż do śmierci. Zmarł 13 kwietnia 2007 r. w szpitalu w Albuquerque (Nowy Meksyk).
Był członkiem założycielem Association of American Indian Physicians, wielokrotnie nagradzanym członkiem stowarzyszeń zawodowych, plemiennych i krajowych w USA (m.in. New Mexico Distinguished Public Service Award, U.S. Public Health Service Distinguished Service Medal), szanowanym członkiem starszyzny plemiennej, mężem Betty McKenzie, ojcem dziewięciorga dzieci i dziadkiem. Wymieniany - obok Annie Wauneka, propagatorki oświaty zdrowotnej wśród Nawahów - jako jeden z najwybitniejszych Nawahów w XX w.